# Юманайське сільське поселення
Юмана́йське сільське поселення (рос. Юманайское сельское поселение) — муніципальне утворення у складі Шумерлинського району Чувашії, Росія. Адміністративний центр — село Юманай.

## Населення
Населення — 994 особи (2019, 1291 у 2010, 1466 у 2002).

## Склад
До складу поселення входять такі населені пункти:
| Населений пункт       | Населення, осіб (2002) | Населення, осіб (2010) |
| --------------------- | ---------------------- | ---------------------- |
| Другі Ялдри, присілок | 287                    | 210                    |
| Ешменейкіно, присілок | 84                     | 60                     |
| Кадеркіно, присілок   | 179                    | 186                    |
| Лугова, присілок      | 171                    | 158                    |
| Пюкрей, присілок      | 51                     | 33                     |
| Тарн-Сірма, присілок  | 106                    | 78                     |
| Юманай, село          | 588                    | 566                    |